# Metro d'Incheon
El metro d'Inchon (인천지하철 : Incheon Jihacheol) és una xarxa que comunica la ciutat d'Inchon a Corea del Sud. Amb 2 línies, està interconnectat amb el metro de Seül amb que comparteix el mateix sistema de tarifació.

## Línia 1
La línia de 24,6 km té 22 estacions. Dels 25 conjunts de 8 cotxes, 22 estan en servei cada dia i transporten més de 200.000 passatgers al dia.
Les proves de la línia van començar el març de 1999. Després d'un període de construcció de 6 anys, la línia es va obrir al públic l'octubre de 1999, convertint-se en la quarta xarxa de metro de Corea del Sud després de Seül, Busan i Daegu.
Tot el viatge de nord a sud de Gyeyang a Dongmak triga uns 45 minuts. Hi ha connexions amb les línies 1 i 7 de metro de Seül, la línia AREX a l'aeroport d'Inchon i la línia 2 de metro d'Inchon. El metro d'Inchon és subterrani, excepte al nord de Gyulhyeon.

## Línia 2
Línia de tren lleuger automatitzada, es va obrir el 30 de juny de 2016. Té una longitud de 29,2 km i 27 estacions. Té connexions amb la línia AREX, la línia 1 del metro de Seül i la línia 1 del metro d'Inchon. Té conjunts de trens de 2 cotxes, però les estacions es van construir per a conjunts de 4 cotxes. La línia és principalment subterrània, amb 4 estacions a l'exterior.
La construcció de la línia va començar l'any 2009. La seva obertura prevista per l'agost de 2014, es va retardar fins al juny de 2016.

## Projectes
Està prevista una tercera línia, sense establir fins ara cap calendari de construcció.